# Sylvain Dufour
Sylvain Dufour (Saint-Dié-des-Vosges, 19 november 1982) is een Franse snowboarder. Hij vertegenwoordigde zijn vaderland op de Olympische Winterspelen 2010 in Vancouver, op de Olympische Winterspelen 2014 in Sotsji en op de Olympische Winterspelen 2018 in Pyeongchang.

## Carrière
Dufour maakte zijn wereldbekerdebuut in november 1999 in Tignes. In december 2002 scoorde hij in Tandadalen zijn eerste wereldbekerpunten. In oktober 2004 eindigde de Fransman in Landgraaf voor de eerste maal in zijn carrière in de toptien van een wereldbekerwedstrijd. Op 14 december 2008 stond Dufour in Limone Piemonte voor de eerste maal op het podium van een wereldbekerwedstrijd. Op 19 maart 2011 boekte hij in Valmalenco zijn eerste wereldbekerzege.
Dufour nam in zijn carrière vijf keer deel aan de wereldkampioenschappen snowboarden. Op de FIS wereldkampioenschappen snowboarden 2009 in Gangwon veroverde hij de zilveren medaille op zowel de parallelslalom als de parallelreuzenslalom.
Tijdens de Olympische Winterspelen van 2010 in Vancouver eindigde Dufour als tiende op de parallelreuzenslalom. Vier jaar later eindigde hij in Sotsji als elfde op de parallelslalom en als zestiende op de parallelreuzenslalom. Tijdens de Olympische Winterspelen van 2018 in Pyeongchang eindigde de Fransman als vierde op de parallelreuzenslalom.

## Resultaten

### Olympische Winterspelen
| Jaar | Plaats      | Resultaten                                  |
| ---- | ----------- | ------------------------------------------- |
| 2010 | Vancouver   | 10e Parallelreuzenslalom                    |
| 2014 | Sotsji      | 11e Parallelslalom 16e Parallelreuzenslalom |
| 2018 | Pyeongchang | 4e Parallelreuzenslalom                     |

### Wereldkampioenschappen
| Jaar | Plaats        | Resultaten                                  |
| ---- | ------------- | ------------------------------------------- |
| 2005 | Whistler      | 23e Parallelslalom 31e Parallelreuzenslalom |
| 2007 | Arosa         | 27e Parallelslalom 22e Parallelreuzenslalom |
| 2009 | Gangwon       | Parallelslalom · Parallelreuzenslalom       |
| 2011 | La Molina     | DNF Parallelslalom 11e Parallelreuzenslalom |
| 2013 | Stoneham      | 10e Parallelslalom 13e Parallelreuzenslalom |
| 2015 | Kreischberg   | 23e Parallelslalom 18e Parallelreuzenslalom |
| 2017 | Sierra Nevada | 22e Parallelslalom 35e Parallelreuzenslalom |

### Wereldbeker
Eindklasseringen
| Seizoen   | Algm | PAR    | PGS    | PSL  | SBX |
| --------- | ---- | ------ | ------ | ---- | --- |
| 2002/2003 | 30e  | 52e    | –      | –    | 67e |
| 2003/2004 | 19e  | 42e    | –      | –    | 49e |
| 2004/2005 | –    | 23e    | –      | –    | –   |
| 2005/2006 | 68e  | 19e    | –      | –    | –   |
| 2006/2007 | 172e | 46e    | –      | –    | –   |
| 2007/2008 | 136e | 32e    | –      | –    | –   |
| 2008/2009 | 12e  | 8e     | –      | –    | –   |
| 2009/2010 | 38e  | 18e    | –      | –    | –   |
| 2010/2011 | 27e  | 16e    | –      | –    | –   |
| 2011/2012 | –    | 22e    | –      | –    | –   |
| 2012/2013 | –    | 10e    | 8e     | 14e  | –   |
| 2013/2014 | –    | Zilver | Zilver | Goud | –   |
| 2014/2015 | –    | 7e     | 21e    | 13e  | –   |
| 2015/2016 | –    | 18e    | 28e    | 22e  | –   |
| 2016/2017 | –    | 16e    | 8e     | 22e  | –   |
| 2017/2018 | –    | 13e    | 10e    | 38e  | –   |

Wereldbekerzeges
| Datum            | Plaats     | Onderdeel            |
| ---------------- | ---------- | -------------------- |
| 19 maart 2011    | Valmalenco | Parallelreuzenslalom |
| 14 december 2013 | Carezza    | Parallelslalom       |
| 1 februari 2014  | Sudelfeld  | Parallelreuzenslalom |
| 5 februari 2017  | Bansko     | Parallelreuzenslalom |